# Englische Cricket-Nationalmannschaft in Indien in der Saison 1976/77
Die Tour der englischen Cricket-Nationalmannschaft nach Indien in der Saison 1976/77 fand vom 17. Dezember 1976 bis zum 16. Februar 1977 statt. Die internationale Cricket-Tour war Bestandteil der Internationalen Cricket-Saison 1976/77 und umfasste fünf Tests. England gewann die Test-Serie 3–1.

## Vorgeschichte
Indien spielte zuvor eine Tour gegen Neuseeland, für England war es die erste Tour der Saison.
Das letzte Aufeinandertreffen der beiden Mannschaften bei einer Tour fand in der Saison 1974 in England statt.

## Stadien
Die folgenden Stadien wurden für die Tour als Austragungsort vorgesehen.
| Stadion                   | Stadt     | Kapazität | Spiele  |
| ------------------------- | --------- | --------- | ------- |
| M. Chinnaswamy Stadium    | Bangalore | 42.000    | 4. Test |
| M. A. Chidambaram Stadium | Madras    | 46.000    | 3. Test |
| Feroz Shah Kotla          | Delhi     | 48.000    | 1. Test |
| Eden Gardens              | Kalkutta  | 82.000    | 2. Test |
| Wankhede Stadium          | Bombay    | 33.000    | 5. Test |

## Kaderlisten
| Test | Test |
| Indien | England |
| --- | --- |
| - Bishan Bedi (K) - Mohinder Amarnath - Surinder Amarnath - Bhagwath Chandrasekhar - Anshuman Gaekwad - Sunil Gavaskar - Karsan Ghavri - Syed Kirmani (wk) - Madan Lal - Ashok Mankad - Brijesh Patel - Erapalli Prasanna - Parthasarthi Sharma - Yajurvindra Singh - Eknath Solkar - Dilip Vengsarkar - Srinivas Venkataraghavan - Gundappa Viswanath | - Tony Greig (K) - Dennis Amiss - Graham Barlow - Mike Brearley - Keith Fletcher - Alan Knott (wk) - John Lever - Chris Old - Derek Randall - Mike Selvey - Roger Tolchard - Derek Underwood - Bob Willis - Bob Woolmer |

## Tests

### Erster Test in Delhi
| 17. – 22. Dezember Scorecard | Delhi | England 381 (151.5)                           | – | Indien 122 (51.5) & 234 (110.4) (f/o) |
|                              |       | England gewinnt mit einem Innings und 25 Runs |   |                                       |

England gewann den Münzwurf und entschied sich als Schlagmannschaft zu beginnen.

### Zweiter Test in Kalkutta
| 1. – 6. Januar Scorecard | Kalkutta | Indien 155 (75) & 181 (70.5)   | – | England 321 (178.4) & 16-0 (3.4) |
|                          |          | England gewinnt mit 10 Wickets |   |                                  |

Indien gewann den Münzwurf und entschied sich als Schlagmannschaft zu beginnen.

### Dritter Test in Madras
| 14. – 19. Januar Scorecard | Madras | England 262 (125.5) & 185-9d (71.5) | – | Indien 164 (73.5) & 83 (38.5) |
|                            |        | England gewinnt mit 200 Runs        |   |                               |

England gewann den Münzwurf und entschied sich als Schlagmannschaft zu beginnen.

### Vierter Test in Bangalore
| 28. Januar – 2. Februar Scorecard | Bangalore | Indien 253 (85) & 259-9d (91) | – | England 195 (96.2) & 177 (57.3) |
|                                   |           | Indien gewinnt mit 140 Runs   |   |                                 |

Indien gewann den Münzwurf und entschied sich als Schlagmannschaft zu beginnen.

### Fünfter Test in Bombay
| 11. – 16. Februar Scorecard | Bombay | Indien 338 (105.4) & 192 (70.4) | – | England 317 (154) & 152-7 (71) |
|                             |        | Remis                           |   |                                |

Indien gewann den Münzwurf und entschied sich als Schlagmannschaft zu beginnen.